# Hammaptera semiflava
Hammaptera semiflava är en fjärilsart som beskrevs av Paul Dognin 1913. Hammaptera semiflava ingår i släktet Hammaptera och familjen mätare. Inga underarter finns listade i Catalogue of Life.